# Club de Béisbol Astros
El Club de Béisbol Astros de Valencia es un club español de béisbol de la ciudad de Valencia.

## Historia
El club se fundó en mayo del año 2001, con una clara vocación de fomentar el béisbol, a todos los niveles, en la Comunidad Valenciana. Su equipo sénior participa actualmente en la División de Honor de la Liga Nacional de Béisbol, en la que viene participando ininterrumpidamente desde 2008. Su mejor resultado en esta competición fue un 2.º puesto en el campeonato de 2012, tras disputar los play-offs contra el Béisbol Barcelona, y habiendo quedado 1.º en la temporada regular
En 2013, el mánager del equipo, Roberto Sabín, fue galardonado con su admisión en el Hall of Fame de la Real Federación Española de Béisbol y Sófbol, motivo por el que fue homenajeado el 2 de marzo de 2014, con motivo de la celebración del Torneo de Béisbol Valencia 2014, entre las selecciones sub-19 de Italia, Alemania, Francia y España, y en el que Roberto Sabín realizó en saque de honor.
En febrero de 2014, el terreno de juego y las instalaciones del CB Astros fueron escogidas por Los Angeles Dodgers, equipo de la MLB, como sede de la primera academia profesional de béisbol en Europa auspiciada por un equipo de las Grandes Ligas.

## Estadio
El estadio del CB Astros es el campo municipal de béisbol-sófbol de Valencia, situado en el Tramo VI del Jardín del Río Turia, en la calle Llano de Zaida, s/n de Valencia. El terreno de juego fue remodelado en 2013, haciéndolo más grande, pasando de césped natural a artificial y mejorando notablemente las instalaciones.

## Uniforme
Uniformidad oficial:
- Como local
  - Chaquetilla naranja, pantalón blanco, sudadera azul marino, medias azul marino y gorra azul marino.
- Como visitante
  - Chaquetilla azul marino, pantalón gris, sudadera azul marino, medias azul marino y gorra azul marino.

## Palmarés

### Torneos nacionales
- 2.ª posición en la liga española de béisbol (2012)
- 4.ª posición[15] en la Copa del Rey de Béisbol (2013)
- 1.ª posición[16][17] en la liga española de béisbol (2016)
- 3.ª posición[18] en la Copa del Rey de Béisbol (2016)